# Phạm trù đơn hình
Trong toán học, phạm trù đơn hình là phạm trù các thứ tự không rỗng hữu hạn với ánh xạ bảo toàn thứ tự. Nó được sử dụng đề xác định các vật đơn hình và vật đối đơn hình trong một phạm trù nào đó.

## Vật đơn hình
Một vật đơn hình là một tiền bó trên {\displaystyle \Delta }, tức là một hàm tử phản biến từ {\displaystyle \Delta } đến một phạm trù khác. Chẳng hạn, các tập hợp đơn hình là các hàm tử từ {\displaystyle \Delta } đến phạm trù các tập hợp. Một vật đối đơn hình là một hàm tử hiệp biến từ {\displaystyle \Delta }.